# Cyrtulus kilburni
Cyrtulus kilburni is een slakkensoort uit de familie van de Fasciolariidae. De wetenschappelijke naam van de soort werd in 1999 voor het eerst geldig gepubliceerd door Hadorn.